# Encarna Sepúlveda Mantecón
Encarna Sepúlveda Mantecón (Cuenca, 1952) és una artista valenciana.
Licenciada en Belles Arts el 1989, s'incorpora a la pintura en la dècada del 1990, amb un estil abstracte i postmodern.
El 2001 va inaugurar Rutes d’interior, en la galeria barcelonina Art al Rec. El crític Román de la Calle va destacar la seua proximitat a la imatge clínica, si bé després evolucionaria el seu estil envers formes geomètriques més pures. Pel 2007 i 2008 fa treballs de monocromia, amb certs paral·lelismes amb els gràfics dels ordinadors de la dècada del 1980. Per a la dècada del 2020, el seu estil ja és clarament geomètric.
El 2021, va il·lustrar una sèrie de botelles de vi després de guanyar un premi.